# De Putten (Kieldrecht)
De Putten is een natuurgebied nabij de tot de Oost-Vlaamse gemeente Beveren behorende plaats Kieldrecht.
Het 45 ha gebied ligt in het noorden van de Oud-Arenbergpolder, ten westen van het Doeldok.
Het gebied bestaat uit zilte meersen, ontstaan door zilte kwel vanuit onderliggende veenlagen. Dit leidde tot een typische zoutwaterplantengroei. Ook is het een broedgebied voor weidevogels.
Hoewel het een interessant gebied is en er wandelpaden zijn uitgezet, is de bestemming tot natuurgebied niet definitief en dreigt het terrein op termijn ten offer te vallen aan uitbreiding van het havengebied.